# Воробьёв, Вячеслав Петрович
Вячесла́в Петро́вич Воробьёв (23 декабря 1937 — 20 сентября 2015) — советский и российский дипломат. Чрезвычайный и полномочный посол (1998).

## Биография
Окончил Рязанский радиотехнический институт, Дипломатическую академию МИД СССР (1976) и курсы усовершенствования руководящих дипломатических кадров при ДА МИД СССР (1986). Владел английским и сербохорватским языками.
В 1964—1970 годах — старший инженер, ведущий инженер, секретарь парткома НИИ точного машиностроения в Москве.
В 1970—1974 годах — секретарь Зеленоградского райкома КПСС г. Москва.
В 1974—1976 годах — слушатель Дипломатической академии МИД СССР.
В 1977—1984 годах — первый секретарь, советник Посольства СССР в Бирме.
В 1984—1985 годах — эксперт в Отделе Южной Азии МИД СССР.
В 1986—1988 годах — инструктор отдела ЦК КПСС.
В 1988—1992 годах — советник Посольства СССР/России в Греции.
В 1992—1995 годах — старший советник, заместитель начальника управления Департамента стран СНГ МИД России.
С февраля 1995 по апрель 1996 года — заместитель директора Департамента по делам СНГ МИД России.
С апреля по декабрь 1996 года — советник-посланник Посольства России в Белоруссии.
С 11 декабря 1996 по 22 июля 2003 года — постоянный представитель Российской Федерации при уставных и других органах Содружества Независимых Государств.
С 2003 года — в отставке.
Похоронен в Москве на Химкинском кладбище (участок 26).

## Дипломатический ранг
- Чрезвычайный и полномочный посланник 2 класса (30 апреля 1993)[3].
- Чрезвычайный и полномочный посланник 1 класса (11 декабря 1996)[4].
- Чрезвычайный и полномочный посол (28 декабря 1998)[5].

## Награды
- Знак отличия «За безупречную службу» XX лет (21 сентября 2002) — За многолетнюю плодотворную работу и активное участие в проведении внешнеполитического курса Российской Федерации[6].